# 危いことなら銭になる
『危いことなら銭になる』（やばいことならぜにになる）は、中平康監督、宍戸錠主演による1962年公開の日本映画。
都筑道夫の小説『紙の罠』を原作としたアクション・コメディ。池田一朗と山崎忠昭が共同で脚色し、中平康が監督した。
町山智浩によれば、本作は『殺しの烙印』や『毛の生えた拳銃』『狙撃』などと共にアニメ第1作『ルパン三世』に影響を与え、浅丘演じるヒロインも真理アンヌなどと同じく峰不二子のモデルである可能性に、クリント・イーストウッド主演の『ダーティハリー』よりも先にマグナムを上手くセリフに活用しているという

## キャスト
- 近藤錠次（ガラスのジョー）：宍戸錠
- 沖田哲三（計算尺の哲、週刊犯罪編集長）：長門裕之
- 秋山とも子：浅丘ルリ子
- 王：藤村有弘
- ビッグの修：郷鍈治
- 坂本雅章名人：左卜全
- 芹沢健（ダンプの健）：草薙幸二郎
- 土方重助（共栄商会社長）：浜田寅彦
- ボーカーフェースの秀：平田大三郎
- 婆さん（坂本の妻）：武智豊子
- 長井（平和ビル管理人）：山田禅二
- 紺野：野呂圭介
- ナキボクロ：玉村駿太郎
- 政：井上昭文
- クロちゃん：黒田剛
- キャバレー「アカプルコ」作業員：光沢でんすけ
- ポーカーの相手A：八代康二
- ノッポ：榎木兵衛
- ポーカーの相手B：瀬山孝司
- 木島：野村隆
- ポーカーの相手C：小柴隆
- ポーカーの相手D：川村昌之
- 戸波志朗
- 車のセールスマン：三笠鉄郎(池沢竜)
- トラックの運ちゃん：晴海勇三
- 共栄商会社員：[要出典]中尾彬
- 武井：大路達三
- 運動具屋主人：市原久照(市原久)
- 交番の警官：玉井謙介
- キャバレーのダンサー：漆沢政子
- トルコ嬢：北出桂子
- クロちゃんに請求する女：瀬戸さをり
- 眼鏡の婦警：小柴隆
- 世良馨
- 土方の手下：式田賢一、中平哲弥(中平哲仟)
- 王の仲間：土田義雄
- 銀行員：山岡正義
- 金：河合英二郎
- 土方のの手下：笹本幸一(溝口拳)
- キャバレーのダンサー：北京子
- 振付：漆沢政子
- 技斗：渡井嘉久雄
- キャバレーのダンサー：日活ファミリークラブダンシングチーム

## スタッフ
- 企画：久保圭之介
- 監督：中平康
- 脚本：池田一朗 山崎忠昭
- 原作：都筑道夫「紙の罠」桃源社
- 撮影：姫田真佐久
- 音楽：伊部晴美
- 美術：大鶴泰弘
- 録音：福島信雅
- 照明：岩木保夫
- スチル：井本俊康
- 主題歌：危いことなら銭になる
  - 歌唱：三宅光子
  - 作詞：谷川俊太郎
  - 作曲：伊部晴美

## 舞台
映画会社の日活と、舞台制作会社のLEGENDSTAGEがタッグを組み、プロジェクト・シネマティックステージの第1弾として2023年10月、東京と京都で上演。脚本・演出は宮城陽亮、主演は室龍太。

### キャスト（舞台）
- 近藤錠次 - 室龍太
- 坂本雅 - 中島愛
- 土方哲三 - 今江大地
- 沖田健 - 青柳尊哉
- 秋山とも子 - 竹内夢
- 斉藤秀 - 黒木文貴
- 紺野成羽 - 五十嵐啓輔
- 保黒涙 - 松木わかは
- 馬場三武 - 小笠原健
- 芹沢重助 - 石坂勇
- 危銭組 - 田沼ジョージ、湯田昌次、久保田浩介、篠原孝文、高見彩己子、倭香

### スタッフ（舞台）
- 総合プロデュース - 黒谷通生
- 脚本・演出 - 宮城陽亮
- 音楽 - Meteor Lab Produced by miyake（mihimaru GT）
- 殺陣 - 渥美博
- 企画・制作・製作幹事 - レジェンドステージ
- 主催 - 舞台「危いことなら銭になる」製作委員会

### 日程（舞台）
- 2023年10月7日 - 15日、東京・ニッショーホール
- 2023年10月21日・22日、京都・京都劇場